# Říšský zákoník

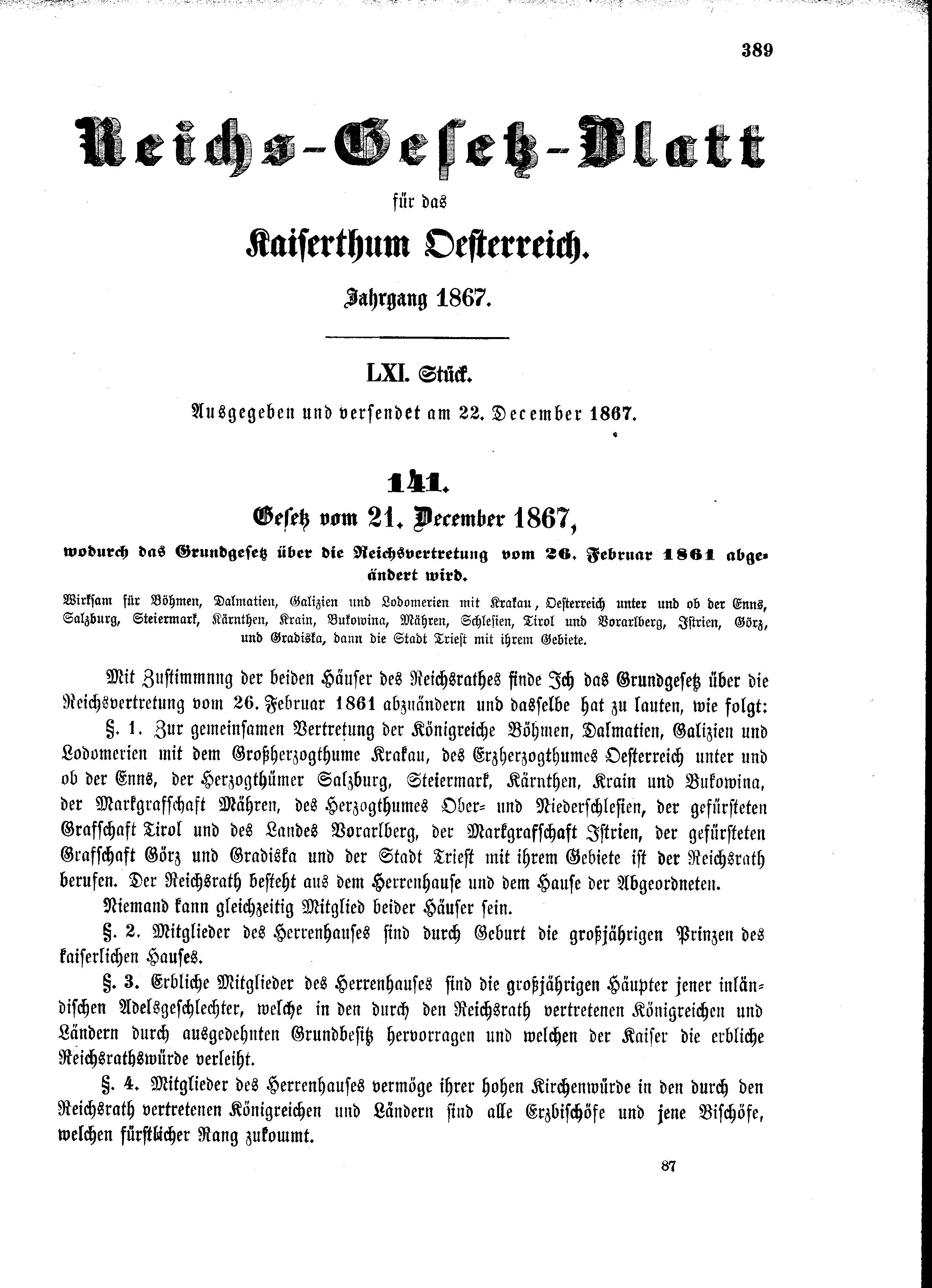
Stránka z říšského zákoníku s textem prosincové ústavy

Říšský zákoník (zkratka ř. z.), také Obecný říšský zákoník, německy Reichsgesetzblatt (RGBl.), byl oficiálním publikačním prostředkem obecně závazných právních aktů (předpisů), tj. promulgačním listem. Byl vydáván v letech 1849 až 1918, zprvu pro Rakouské císařství, od roku 1867 jen pro Předlitavsko (rakouskou část Rakouska-Uherska). Autentické znění zákonů bylo po roce 1853 dostupné pouze v němčině, nicméně říšský zákoník vycházel i v dalších jazycích monarchie. Vedle říšského zákoníku vycházely v rakouské monarchii též sbírky zákonů pro jednotlivé země, tzv. zemské zákoníky (Landesgesetzblatt, LGBl.), kde byly tištěny zákony vycházející ze zemské zákonodárné moci.

## Historie
Obecný říšský zákoník se stal de facto první oficiální (úřední) sbírkou, jelikož byl zřízen a vydáván přímo na základě výslovného zmocnění zákona a pod ingerencí státní mocí, na rozdíl od předchozích úředních (poloúředních) sbírek vydávaných před rokem 1848. Lišil se tím, že byl poprvé založen na principu tzv. formální publikace. Všechny právní předpisy, aby se staly obecně závaznými a platnými, musely být vydány skrze takovou úřední sbírku. Tento princip byl výslovně vyjádřen spolu se vznikem sbírky ve zřizovacím tzv. prvním publikačním patentu z března 1849 (č. 153/1848-49 ř. z. (dopl. svazku)). 
Samotná první částka prvního ročníku říšského zákoníku vyšla až s půlročním zpožděním od zřízení sbírky, a to v říjnu 1849. Do konce kalendářního roku bylo v prvním svazku (za rok 1849) vydáno 48 předpisů. 
Sbírka měla obsahovat veškeré zákony říšské a zemské, patenty, císařská nařízení, všechny smlouvy s jinými státy, nařízení vydaná ministerstvy a jinými ústředními orgány. V praxi v zákoníku byly publikovány i jiné druhy aktů, v některých případech to nebyly ani obecně závazné předpisy, ale spíše akty individuální normativní povahy. 
Autentické znění vydaných předpisů, tj. originální právně závazný text pro výklad byl původně od roku 1849 do roku 1852 zaveden původně v 10 vyjmenovaných zemských jazycích (mezi nimi i čeština). Posléze od roku 1853 byla jako jediný originální text určena němčina. Česká verze zákoníku vycházela nejdříve jako originál, později alespoň jako úřední překlad až do roku 1918. Jediným rokem, kdy nevyšla česká verze, byl ročník 1860.
Úplný název se v průběhu času měnil, mezi lety 1849–1852 Allgemeines Reichs-Gesetz- und Regierungsblatt für das Kaiserthum Österreich, poté mezi lety 1853–1869 Reichs-Gesetz-Blatt für das Kaiserthum Österreich a konečně mezi lety 1870–1918 Reichsgesetzblatt für die im Reichsrathe (od roku 1903 pravopis změněn Reichsrate) vertretenen Königreiche und Länder.
Obecný říšský zákoník nastavil pravidla vyhlašování či publikace právních předpisů na základě formální publikace. Jeho koncepce a celá forma publikace byly kompletně převzaty a překlopeny po roce 1918 do nově zřízené československé Sbírky zákonů. Ta se tak stala navazujícím publikačním prostředkem na ústřední úrovni.